# Louis-Marie van Caloen
Louis-Marie van Caloen (Brugge, 26 augustus 1817 - Drongen, 14 juli 1912) was een Belgisch jezuïet en stichter van een liefdadigheidsvereniging.

## Levensloop
Louis Marie Joseph van Caloen was de jongste van de drie zonen van Joseph-Bernard van Caloen en Marie-Catherine de Potter. Aangezien de oudste zoon jong stierf en de tweede, Charles van Caloen, bijna blind was en hierdoor wellicht niet zou trouwen (wat hij nochtans wel deed) rekende de vader op zijn jongste zoon om de familiestam verder te zetten.
Na rechtenstudies aan de Universiteit van Leuven, trad Louis niettemin in 1842 in bij de jezuïeten. Dit wekte de woede van zijn vader op en veroorzaakte een breuk tussen beiden. Het was de schoonbroer van Joseph-Bernard, de ongelovige Louis de Potter die een verzoening tot stand bracht. Het was tevens een gelegenheid om de toekomst van het familiepatrimonium te regelen. Louis van Caloen verzaakte aan zijn helft van de erfenis, maar kreeg wel een jaarlijks pensioen van 20.000 franken. 
In 1846 werd hij tot priester gewijd. Na de vormingsjaren werd hij leraar in het Sint-Michielscollege in Brussel en bleef daar voor de rest van zijn leven wonen. Toen hij de negentig voorbij was, ging hij zijn laatste levensjaren doorbrengen in de jezuïetenresidentie van Drongen.

## Sint-Franciscus-Xaveriusvereniging
Louis van Caloen werd in de jaren van economische crisis sterk getroffen door de ellende en de armoede die grote delen van de bevolking trof. Hij wilde daar, vanuit een christelijke inspiratie, mee aan verhelpen. Van het apostolaat onder de arbeiders maakte hij zijn levenswerk.
In 1854 stichtte hij in Brussel de Aartsbroederschap van de heilige Franciscus-Xaverius, een vereniging voor de gewone man. Naast de materiële hulp die geboden werd en waarvoor van Caloen de eigen niet geringe middelen aanwendde, bekommerde de vereniging zich om de zedelijke en godsdienstige verheffing van zijn leden. Er werd ontspanning georganiseerd op zondagen en heel wat initiatieven vloeiden hieruit voort: bibliotheken, toneelgroepen, muziekverenigingen, koren. Zelfs kassen van onderlinge bijstand kwamen tot stand.
Met de steun van de jezuïeten en van de kerkelijke hiërarchie nam het werk een aanzienlijke uitbreiding. In 1872 telde het 80.000 leden, verenigd in 342 plaatselijke broederschappen. Overal werden ze door lokale vermogende burgers financieel ondersteund.
In Brugge werd in 1868 een afdeling van de 'Xaverianen' of 'Cistjes' gesticht en Charles van Caloen was er een van de voornaamste ondersteuners van. In de tuin van het familiedomein aan de Dijver liet hij, naar een ontwerp van Jean-Baptiste Bethune een kapel en feestzaal optrekken dat hij schonk aan de vereniging. 
Na de dood van Louis van Caloen en na de Eerste Wereldoorlog verminderde de aantrekkingskracht van de Broederschap, die voorbijgestreefd werd door meer militante vormen van arbeidersorganisatie en weldra een stille dood stierf.